# Szczecińska Kolej Metropolitalna
Die Szczecińska Kolej Metropolitalna (SKM) (deutsch wörtlich Stettiner Metropolbahn) ist ein sich in der Realisierung befindendes S-Bahn-ähnliches System im Großraum Stettin (Szczecin). Verbinden soll es das Zentrum der Stadt mit den Wohnsiedlungen des Bezirks Prawobrzeże und die Städte Police, Goleniów, Stargard und Gryfino. Dafür sollen die bestehenden Strecken und Bahnhöfe ausgebaut werden.

## Geschichte

### 1970er Jahre
In den 1970er Jahren gab es die ersten Überlegungen für ein S-Bahn-ähnliches System in Stettin. Es gab Planungen für einen 3 km langen Tunnel durch das Zentrum. Es sollte eine von den übrigen PKP-Strecken unabhängige Streckenführung umgesetzt werden. Die Linie sollte eine Länge von 29,630 km erreichen. Das realisierte Szczeciński Szybki Tramwaj Projekt basiert zum Teil auf diesen Planungen.

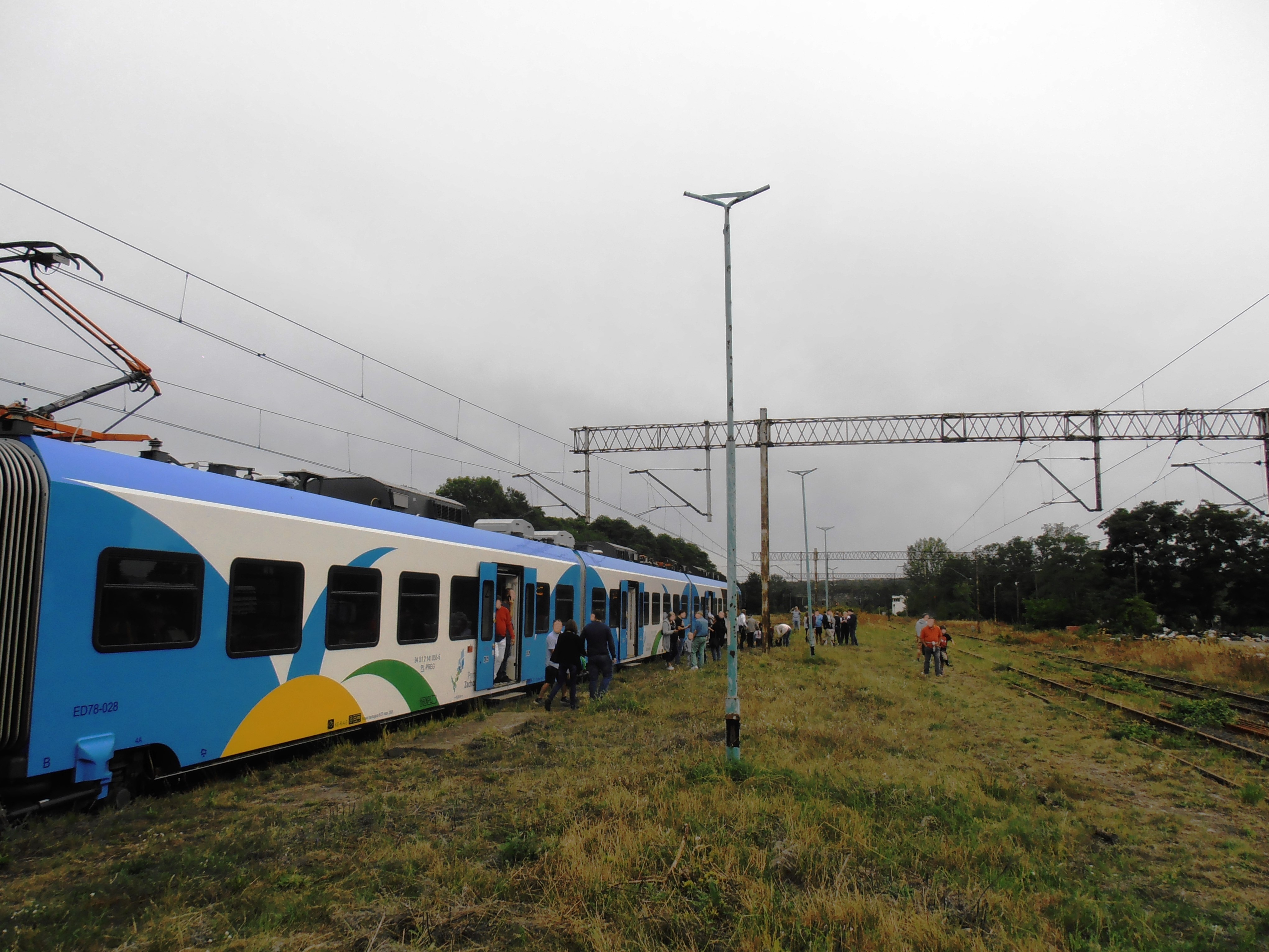
Newag Impuls am zukünftigen Bahnhof der Stettiner Metropolbahn „Police“

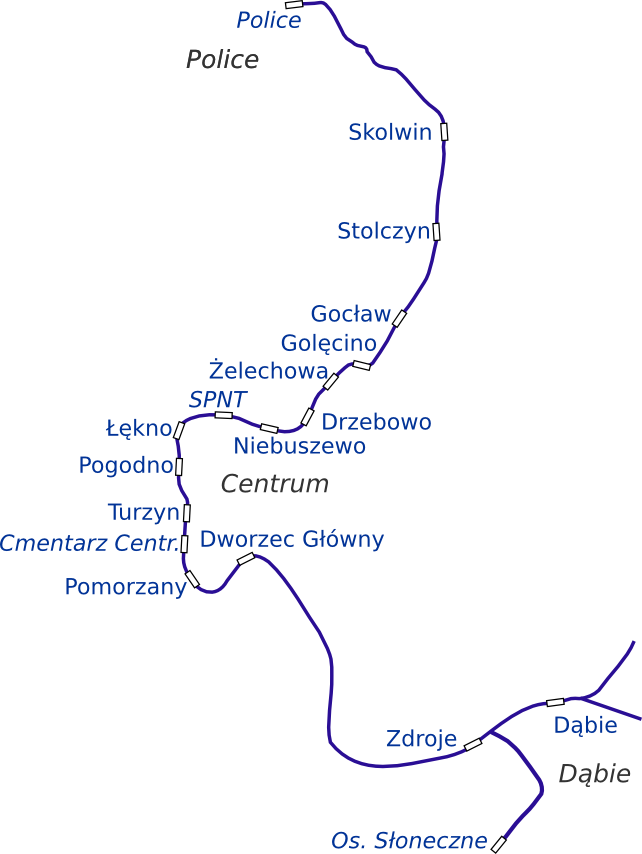
Entwurf der SKM-Strecke in Stettin, ausgearbeitet vom Verein SENS,eingereicht beim Stettiner Rathaus zusammen mit dem Antrag auf Beauftragung einer Machbarkeitsstudie.

### Ab 2012
Am 12. Dezember 2012 wurde im Rahmen einer wissenschaftlich-technischen Konferenz „Rozwój infrastruktury kolejowej w województwie zachodniopomorskim 2012“ ein Konzept einer Metropolbahn für den Großraum Stettin vorgestellt. Im Jahr 2014 wurde vom Verband der Metropolregion Szczecin eine Machbarkeitsstudie für die SKM in Auftrag gegeben. Das SKM-Netz wird aus 4 Linien bestehen, die Stettin mit Police, Goleniów, Stargard und Gryfino verbinden. Am 27. Mai 2015 wurde eine Machbarkeitsstudie fertiggestellt. Der Betriebsbeginn des Metropolbahnsystems in Stettin war für 2021 geplant. Im März 2018 wurde bekannt, dass die SKM aus EU-Mitteln gefördert wird. Die Gesamtkosten des Projekts wurden mit 740 Mio. PLN. angegeben. Es sollen 120 km Gleise und 40 Haltestellen werden.
Ende April hat PKP PLK die Ausschreibung für die Modernisierung der Eisenbahnstrecke Nr. 406 und Teile der Linien Nr. 273, 351, 401 abgeschlossen. Trakcja PRKIiI gewann die Ausschreibung und hat sich verpflichtet, das Projekt innerhalb von 25 Monaten abzuschließen. Im April 2019 wurde mit der Modernisierung der Bahnstrecke Nr. 406 bis Police begonnen. Im Dezember 2020 unterzeichnete das Marschallamt der Woiwodschaft Westpommern mit Polregio einen Vertrag über die Bereitstellung des Eisenbahnverkehrs in der Woiwodschaft in den Jahren 2021–2030 einschließlich der Szczecińska Kolej Metropolitalna. Aufgrund von Verzögerungen beim Bau wurde die SKM im September 2022 in zwei Projektabschnitte unterteilt.
Der erste Projektabschnitt soll bis zum 23. Dezember 2023 fertiggestellt werden.[veraltet] Er umfasst die Bahnstrecken Nr. 273 nach Gryfino, 351 nach Stargard und 401 nach Goleniów.
Der zweite Projektabschnitt soll bis zum 31. Dezember 2025 fertiggestellt werden. Dieser umfasst die Bahnstrecke Nr. 406 nach Police.

## Weitere Planungen
Für den Zeitraum nach 2025 gibt es Überlegungen, SKM-Linien über die Grenze nach Pasewalk und Angermünde in Deutschland zu führen. Diese Idee wird von der Kommunalgemeinschaft Pomerania in einem „Entwicklung- und Handlungskonzept bis 2030“ gefordert.

## Geplante Linien
| Linie | Geplanter Linienverlauf |
| ----- | --- |
| (1)   | Szczecin Główny ↔ Police Szczecin Pomorzany – Szczecin Cmentarz Centralny – Szczecin Turzyn – Szczecin Pogodno – Szczecin Łękno – Szczecin Niemierzyn – Szczecin Niebuszewo – Szczecin Drzetowo – Szczecin Żelechowa – Szczecin Golęcino – Szczecin Gocław – Szczecin Stołczyn – Szczecin Stołczyn Północny – Szczecin Skolwin – Szczecin Skolwin Północny – Police Dąbrówka           |
| (2)   | Szczecin Niebuszewo ↔ Gryfino Szczecin Niemierzyn – Szczecin Łękno – Szczecin Pogodno – Szczecin Turzyn – Szczecin Cmentarz Centralny – Szczecin Pomorzany – Szczecin Główny – Szczecin Łasztownia – Szczecin Port Centralny – Szczecin Podjuchy – Szczecin Żydowce – Daleszewo |
| (3)   | Szczecin Niebuszewo ↔ Stargard Szczecin Niemierzyn – Szczecin Łękno – Szczecin Pogodno – Szczecin Turzyn – Szczecin Cmentarz Centralny – Szczecin Pomorzany – Szczecin Główny – Szczecin Łasztownia – Szczecin Port Centralny – Szczecin Zdroje – Szczecin Dąbie – Szczecin Dunikowo – Szczecin Zdunowo – Reptowo – Miedwiecko – Grzędzice                                             |
| (4)   | Szczecin Niebuszewo ↔ Goleniów (Port Lotniczy Szczecin Goleniów) Szczecin Niemierzyn – Szczecin Łękno – Szczecin Pogodno – Szczecin Turzyn – Szczecin Cmentarz Centralny – Szczecin Pomorzany – Szczecin Główny – Szczecin Łasztownia – Szczecin Port Centralny – Szczecin Zdroje – Szczecin Dąbie – Szczecin Trzebusz – Szczecin Załom – Kliniska – Rurka – Goleniów Park Przemysłowy |

| Linie | Geplante Linienverläufe zur Betriebsaufnahme im Dezember 2023 |
| ----- | ------------------------------------------------------------- |
| S1    | Szczecin Główny ↔ Stargard                                    |
| S2    | Szczecin Główny ↔ Gryfino                                     |
| S3    | Szczecin Główny ↔ Goleniów (Port Lotniczy Szczecin Goleniów)  |